# 음경
음경(陰莖)은  수컷이 교미하는 동안 암컷과의 수정을 위한 1차 성적기관이다. 또한, 수컷의 외부 생식기이다. 음경은 척추동물과 무척추동물에서 발생하지만 모든 종의 수컷에서 발생하지는 않는다. 또한 음경을 가지고 있는 수컷 종에서 음경이 반드시 상동성을 가지지는 않는다.
음경은 평소에는 소변을 배출하는 기관이지만, 교미 시에는 정액을 배출하는 기관이다.

## 척추동물

### 조류

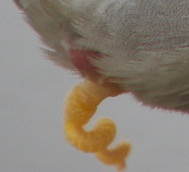
청둥오리의 유사 음경

대부분의 수컷 조류 (예 : 수탉 및 칠면조)에는 성기(총배설강)가 있지만 암컷에는 존재하지 않는다. 음경을 가지고있는 조류 중에는 고악류(도요타조 및 주금류)과 오리과(오리, 거위 및 백조)가 있다. 조류 음경은 포유류 음경과 구조가 다르며, 발기 시 혈액이 아닌 림프에 의해 발기한다. 조류의 음경은 일반적으로 부분적으로 깃털이 있으며 일부 종에서는 가시와 붓 모양의 필라멘트를 특징으로 하며, 이완 상태에서는 총배설강 안에 가려지게 된다. 호수 오리(Lake duck, 아르헨티나에서는 블루빌이라고도 함)는 모든 척추 동물의 몸 크기와 관련하여 가장 큰 음경을 가지고 있다.
대부분의 수컷 조류에는 외부 생식기가 없지만 수컷 오리과에는 음경이 존재한다. 대부분의 새들은 수컷과 암컷의 균형을 맞추고 "총배설강 입맞춤(cloacal kiss)"으로 총배설강을 만지면서 교미를 한다. 이것은 강력한 수정을 매우 어렵게 만든다. 암컷과 강제적으로 교미하기 위한 수컷 오리과의 음경 진화는 암컷 오리과에서의 '시계 방향 질 구조'의 형태로 반적응을 일으켰다. 이러한 구조는 남성이 교미를 달성하기 어렵게 만든다. 수컷 오리과의 음경은 '시계 반대 방향의 나선형'으로 되어있기 때문에 암컷에서의 '시계 방향 질 구조'는 중요하다. 이 '시계 방향 질 구조'가 강력한 교미를 방해한다. 연구에 따르면 수컷의 성기가 길수록 질 구조가 정교해진다.

암컷의 '시계 방향 질 구조'와 수컷의 '시계 반대 방향 음경'에 의해 강력한 교미가 어렵고, 임신의 가능성이 낮다. 이로 인해 원치 않는 교미를 막고, 그에 따른 수정 가능성이 낮다.

### 포유류

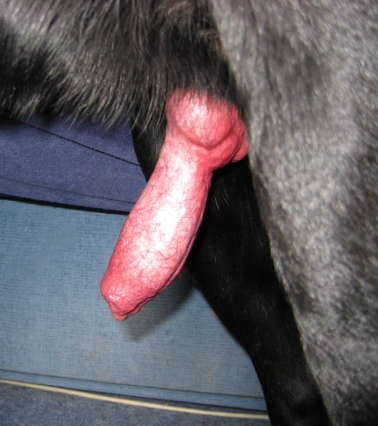
래브라도 리트리버의 외부 생식기

다른 신체적 특성과 마찬가지로, 음경의 길이와 둘레도 다른 종의 포유류 간에 매우 다양하다. 많은 포유류에서 이완된 음경의 크기는 발기된 음경의 크기보다 작다.
포유류의 음경에서, 인간, 소, 말을 제외한 포유류는 음경골이 존재한다.
포유류에서 음경은 세 부분으로 나뉜다.
- 음경 다리, 음경각(crus of penis) : 골반 좌골 아치의 꼬리 테두리에서 시작하는, 음경의 뿌리 부분
- 음경 몸통, 음경체(body of penis) : 음경각에서 귀두 밑 부분까지의 몸통 부분
- 귀두(glands) : 음경체의 끝부터 음경 끝까지의 부분

음경의 내부 구조는 주로 해면 조직(발기 조직)으로 구성되며, 이는 결합 조직 시트(trabeculae)로 분리된 모세혈관의 집합체이다. 일부 포유류에서는 해면 조직이 더 많이 존재한다. 이 때문에 말의 음경은 황소의 음경보다 더 크게 확대할 수 있다. 요도는 음경 신체의 복부쪽에 있다. 일반적으로 포유류의 음경은 몸의 크기에 비례하지만 종마다 크게 다르다. 예를 들어, 성인 고릴라의 발기된 성기는 4cm이고, 성인 침팬지는 고릴라보다 몸집이 훨씬 작지만, 음경 크기는 고릴라의 약 두 배이다. 이에 비해 인간의 음경은 몸의 크기에 비례하고 절대적인 면에서 다른 영장류보다 크다.

### 우제류(Artiodactyla)
우제류의 음경은 발기가 되지 않았을 때, S 모양으로 구부러져 있다. 황소, 양, 멧돼지에서, 음경이 발기를 하면 S자 모양은 펴져, 곧게 발기된다.
교미 시, 수컷 가지뿔영양의 음경 끝이 종종 암컷 가지뿔영양에 닿는 첫 번째 부분이다. 가지뿔영양의 음경은 약 13cm로 얼음처럼 생긴 모양이다. 가지뿔영양의 귀두 앞면은 비교적 평평하고 뒷면은 비교적 두껍다. 수컷 가지뿔영양은 일반적으로 삽입 직후에 사정한다.
단봉낙타의 음경은 삼각형의 음경 덮개로 덮여 있으며, 길이는 약 60cm이다. 낙타는 종종 수컷이 암컷의 외음부에 성기를 삽입하도록 도와주지만 수컷은 스스로 할 수 있는 것으로 간주된다. 교미 시간은 7~35분이며, 평균적으로 11~15분이다.
황소는 섬유 탄성 음경(fibro-elastic penis)을 가지고 있다. 소량의 발기 조직을 고려할 때, 발기 후 확대는 거의 없다. 음경은 발기를 하지 않을 때 매우 단단하며, 발기 중에는 더욱 단단해진다.
작은사슴의 수컷 생식기는 돼지의 생식기와 비슷하다.  멧돼지의 음경은  약 46cm이며, 사정 시 약 570ml의 정액을 배출한다.

### 사슴
사슴의 음경은 발기하지 않으면 S자 모양의 곡선을 형성하며 견인기 음경 근육에 의해 음경 덮개로 들어간다. 일부 사슴 종은 발기된 음경에서 소변을 보냄으로써 소변을 몸에 뿌린다.

### 고래류

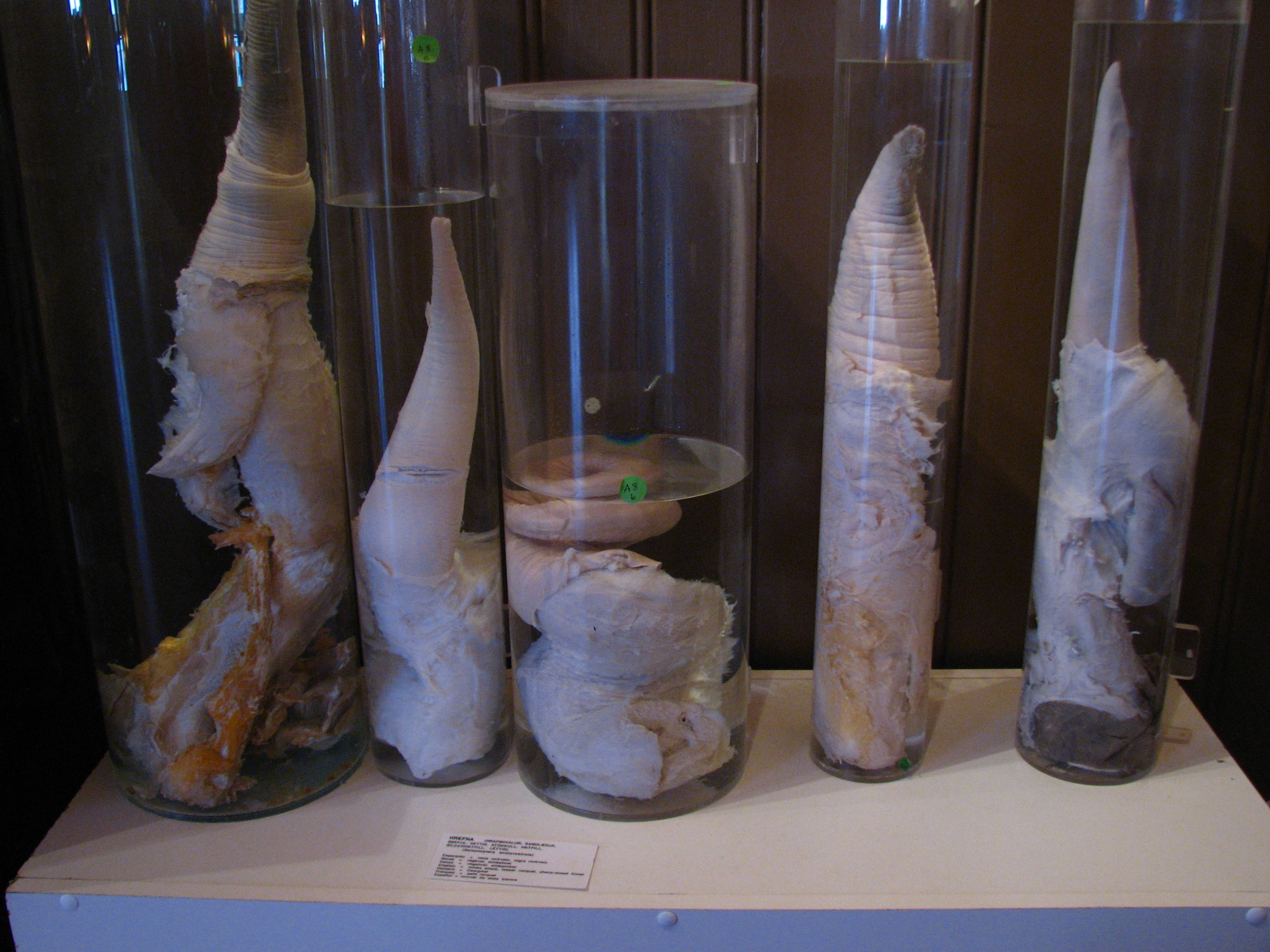
아이슬란드 성기 박물관에 전시된 밍크 고래의 음경

돌고래의 음경은 몸 안에 있다. 수컷 고래류(고래, 돌고래)는 두 개의 슬릿을 가지고 있는데, 생식기 홈은 음경을 감추고, 나머지 한 개는 항문 뒤에 있다. 고래류는 우제류와 비슷한 섬유 탄성 음경을 가지고 있다. 고래 음경의 점점 가늘어지는 끝 부분을 말단 원추라고 한다. 대왕고래는 지구상의 모든 생물 중 가장 큰 음경을 가지고 있으며 그 크기는 2.4~3.0m이다. 정확한 길이는 짝짓기 동안에만 관찰할 수 있기 때문에 측정하기가 까다롭다. 참고래의 음경은 최대 2.7m이다. 수컷 병코 돌고래 사이에서 동성애 행위에는 서로의 성기를 문지르는 것이 포함되는데, 이는 때때로 수컷이 배로 헤엄쳐 수영하며 상대편의 생식기 홈이나 항문 홈에 성기를 삽입하는 행태를 보인다.

### 기제류(Perissodactyla)
씨말(수컷 말)에는 혈관 성기가 존재한다. 발기 상태가 아닌 경우, 음경은 아주 연약하고 포피 내에 포함되어 있다.

### 육식 동물

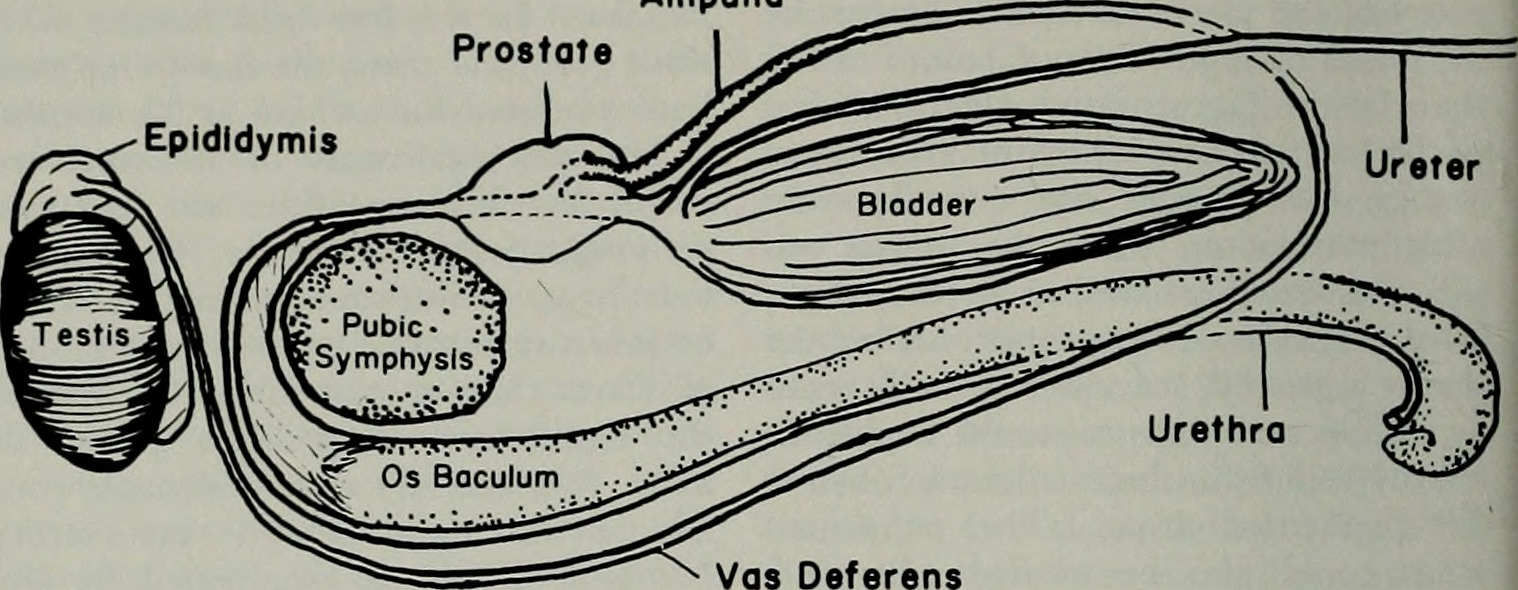
아메리카너구리의 생식기 개요도

육식 동물의 모든 구성원(하이에나는 제외)은 음경골을 가지고 있다. 송곳니 음경은 밑 부분에 구근(bulbus glands)이라고 불리는 구조를 가지고 있다.
교미하는 동안 점박이 하이에나는 질을 직접 통과하는 대신 음핵을 통해 음경을 삽입한다. 이는 음낭과 고환에 의해 차단된다. 암컷이 음핵을 수축시키면 수컷의 음경 아래로 미끄러져 암컷의 질로 들어간다. 유사 음경은 수컷 하이에나의 음경과 매우 유사하지만 더 두꺼운 두께와 더 둥근 귀두로 남성 생식기와 구별된다. 암컷뿐만 아니라 수컷 점박이 하이에나에서도 귀두의 기저부는 음경 등뼈로 덮여있다.
고양이는 가시가 있는 음경을 가지고 있으며, 길이는 약 1.2~1.5cm이고, 뒤쪽을 향하고 있다. 음경이 빠지면서 암컷의 질벽을 긁어 배란을 유발한다. 사자는 고양이와는 다른 음경을 가지고 있다. 수컷 사자는 귀두의 끝을 뒤로 구부려서 배뇨한다.
수컷 포사는 비정상적으로 긴 음경을 가지고 있다. 수컷 포사는 음경 근처에 땀샘이 있으며 음경 땀샘은 강한 냄새를 분비한다.
바위담비의 음경은 소나무담비보다 크며, 바위담비의 음경골은 소나무담비의 음경골보다 크기가 크다.
너구리에게는 끝에서 90도 각도로 구부러지는 음경골이 있다.
수컷 바다코끼리는 절대 크기와 신체 크기에 관계없이 모든 육상 포유류 중, 가장 큰 음경골을 가지고 있다.
아메리카밍크의 음경은 약 5.6cm이며, 음경골이 잘 발달되어 있다. 또한 그 단면이 삼각형이며 끝이 구부러져 있다.

### 인간
인간의 음경은 남성 인간의 외부 성기이다. 생식 기관, 송입 기관, 소변 기관의 역할을 한다. 인간의 음경은 크게 음경각, 음경체, 귀두로 나뉜다. 특히 귀두 부분은 포피라는 주머니로 둘러싸여져 있다.
남성의 경우, 오줌을 배출하는 것은 음경을 통해 이루어진다. 요도는 전립선을 통해 방광의 오줌을 배출시켜 사정관으로 연결된 다음, 음경으로 향한다.
발기는 성적 각성 중에 발생하지만, 그렇지 않은 경우에도 발생할 수 있다. 사정은 음경에서 정액을 배출하는 것으로 보통 오르가슴을 동반한다. 일련의 근육 수축은 음경으로부터 정자 세포를 포함하는 정액을 전달하는 역할을 한다.
음경의 변형의 가장 일반적인 형태는 포경수술로 문화적, 종교적, 의학적인 이유로 포피의 전체 또는 일부를 제거하는 것이다.
2015년을 기준으로, 남성 15521명을 대상으로 한 연구에 따르면, 발기된 인간 음경의 평균 길이는 13.12cm이고, 평균 둘레는 11.66cm인 것으로 나타났다.

## 같이 보기
- 인간의 음경
- 고환
- 딜도
- 성감대
- 코테카(남자 치부 가리개)
- 왜소음경
- 음경확대
- 음경선망
- 포피성형술
- 음모
- 수술